# Gravis Ultrasound

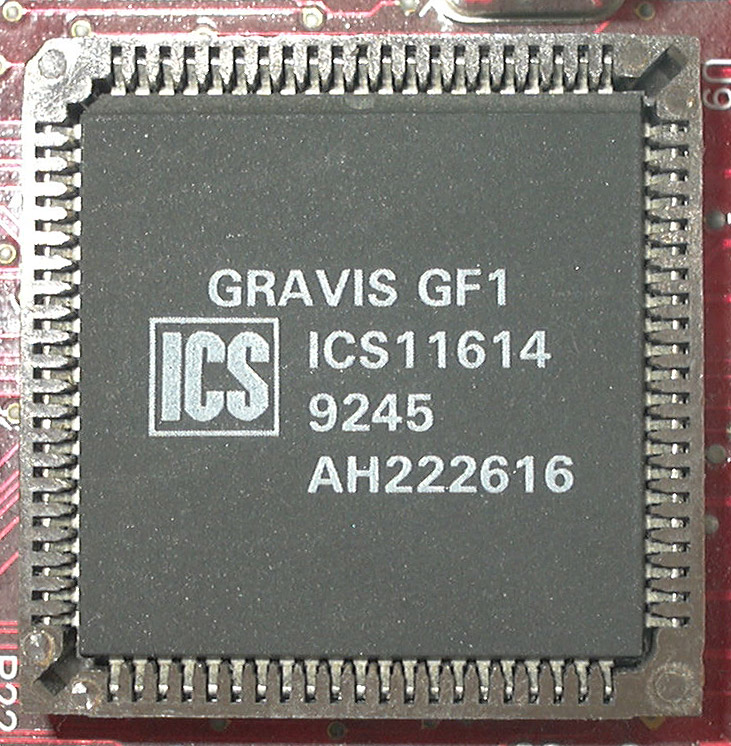
Un chip Gravis GF1

La Gravis Ultrasound (o GUS) è una scheda audio per computer IBM compatibili, prodotta dalla società canadese Advanced Gravis Computer Technology Ltd.. Lanciata nel 1992, era particolarmente nota per la qualità superiore della riproduzione, sia digitale che MIDI, rispetto alle concorrenti; era inoltre molto popolare nella cosiddetta demoscene.

## Modelli

### Ultrasound Classic

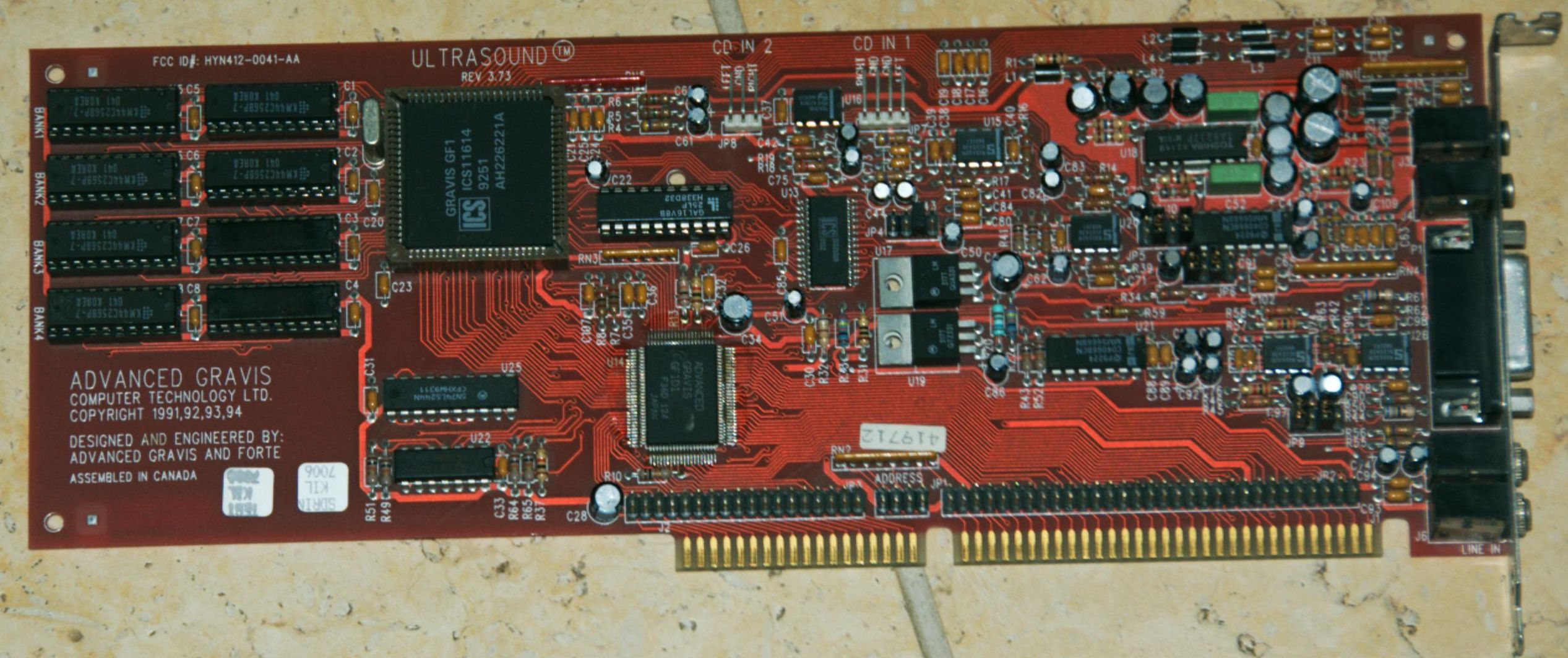
Una Gravis Ultrasound Classic revisione 3.73

Prima versione, introdotta nel 1992 e basata sul processore sonoro Gravis GF1. Montava 256 KB di RAM espandibili ad 1 MB. Come optional presentava la possibilità di avere una daughterboard che apportava un campionatore a 16-bit. Le versioni antecedenti la 3.7 avevano dei grossi limiti per quanto riguarda la gestione del volume in quanto aventi un mixer piuttosto povero.

### Ultrasound MAX

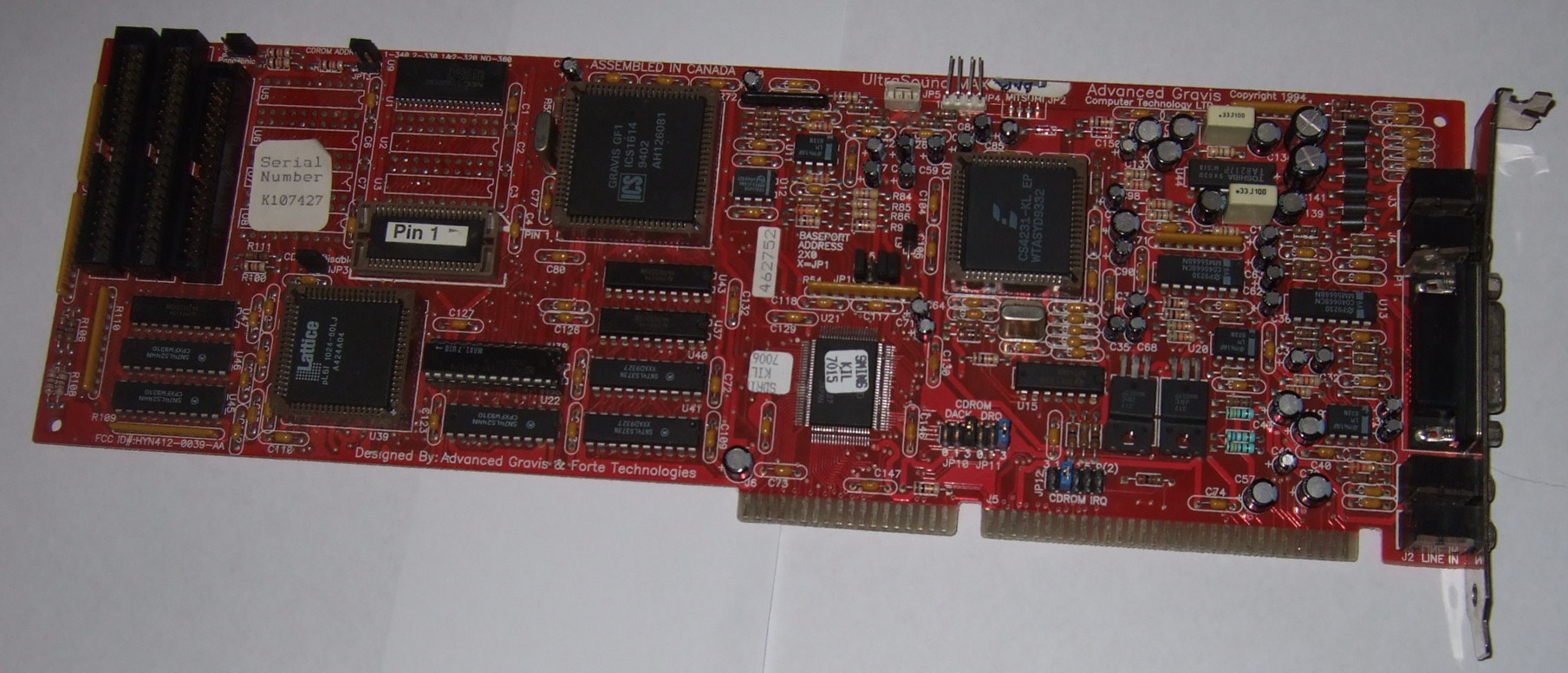
Gravis Ultrasound MAX

Versione migliorata della precedente, sempre basata sul Gravis GF1 ma dotata di 512 KB di RAM preinstallati ed espandibili fino ad 1 MB (contro i 256 KB della precedente). Vi era inoltre un'interfaccia per collegare un lettore CD-Rom di tipo IDE. Integrato aveva anche un campionatore a 16-bit il cui chipset era marchiato CRYSTAL.

### Ultrasound Plug & Play (PnP)

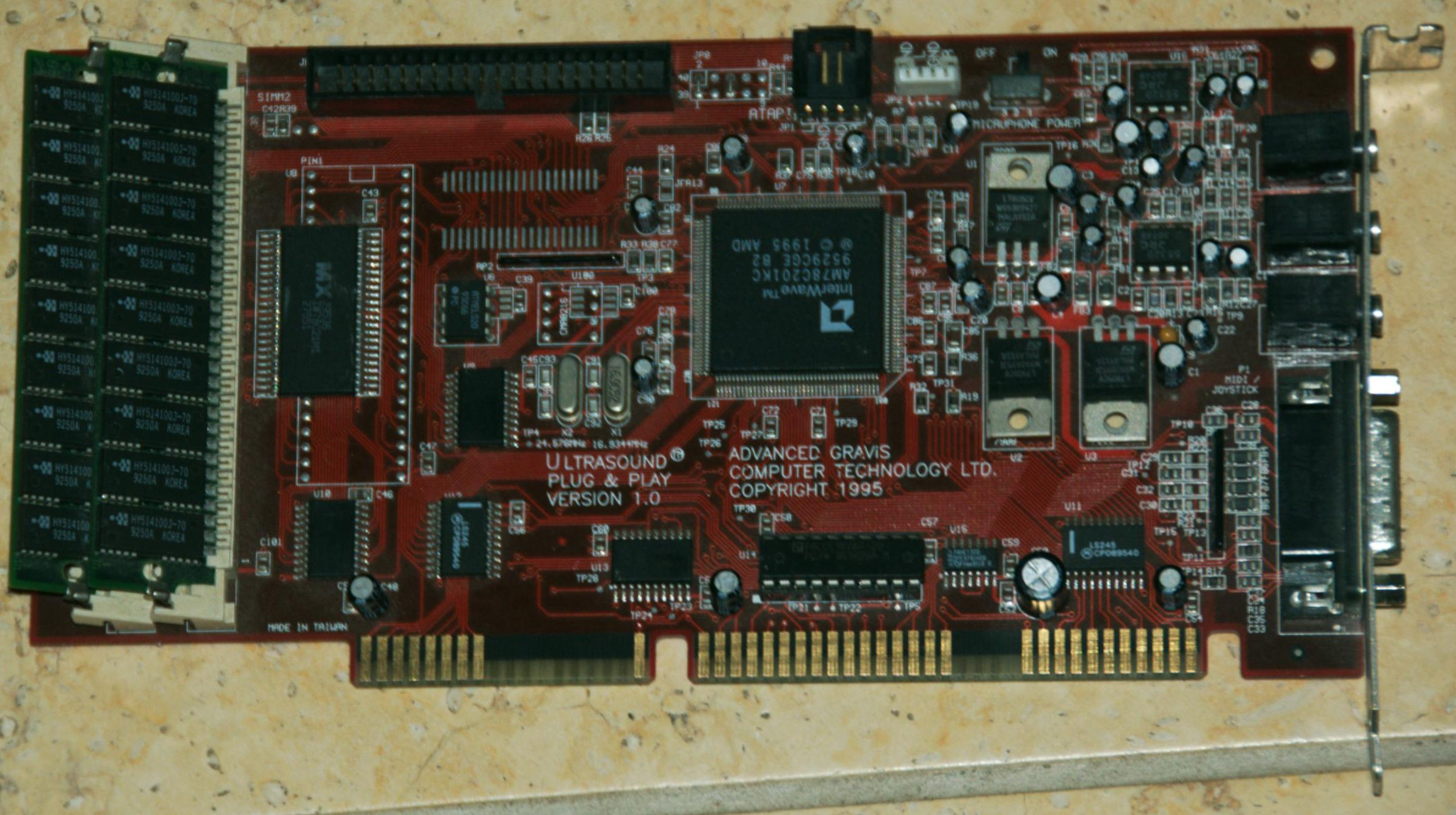
Una Gravis Ultrasound Plug & Play revisione 1.00 con 8 MB di ram installati

Versione avanzata, non più basata sul GF1 bensì sull'allora nuova e più avanzata tecnologia del chipset InterWave di AMD. A differenza dei modelli precedenti il sampling rate rimaneva a 44 kHz anche quando si eseguivano brani con il massimo numero di voci possibili (32). Nei modelli precedenti, infatti, si assisteva ad un calo a 22. Inoltre aveva la possibilità di avere alcuni effetti audio di tipo hardware come riverbero, echo e chorus. È stata realizzata un due modelli distinti che avevano come unica differenza il fatto che la versione Gravis Ultrasound Plug & Play Pro montava 512 KB di ram, che mancavano nella versione liscia. Inoltre era espandibile fino ad 8mb di ram (random access memory.
Note:
- La Gravis Ultrasound Plug & Play PRO aveva onboard un chip di RAM (random access memory) di 512 kB kilobyte. Poteva quindi essere espansa fino a 8 mb (megabyte) e 512 kB, mentre il modello "liscio" solo 8Mb
- Attraverso una modifica non prevista dalla casa, ambedue i modelli potevano essere espansi fino a 16mb. Questo perché il chipset Interwave era in grado di gestire fino a 4 banchi di 4 mb di ram ciascuno (fisicamente le schede avevano solo 2 zoccoli di espansione).

Le Gravis Ultrasound Plug & Play sotto MS-DOS erano retrocompatibili con le Ultrasound normali solo tramite un emulatore software.

### Ultrasound Ace
Versione economica della Ultrasound Classic. Basata quindi sul Gravis GF1.

### Ultrasound CD3
Versione OEM della Ultrasound Classic. Basata quindi sul Gravis GF1

### Ultrasound Extreme

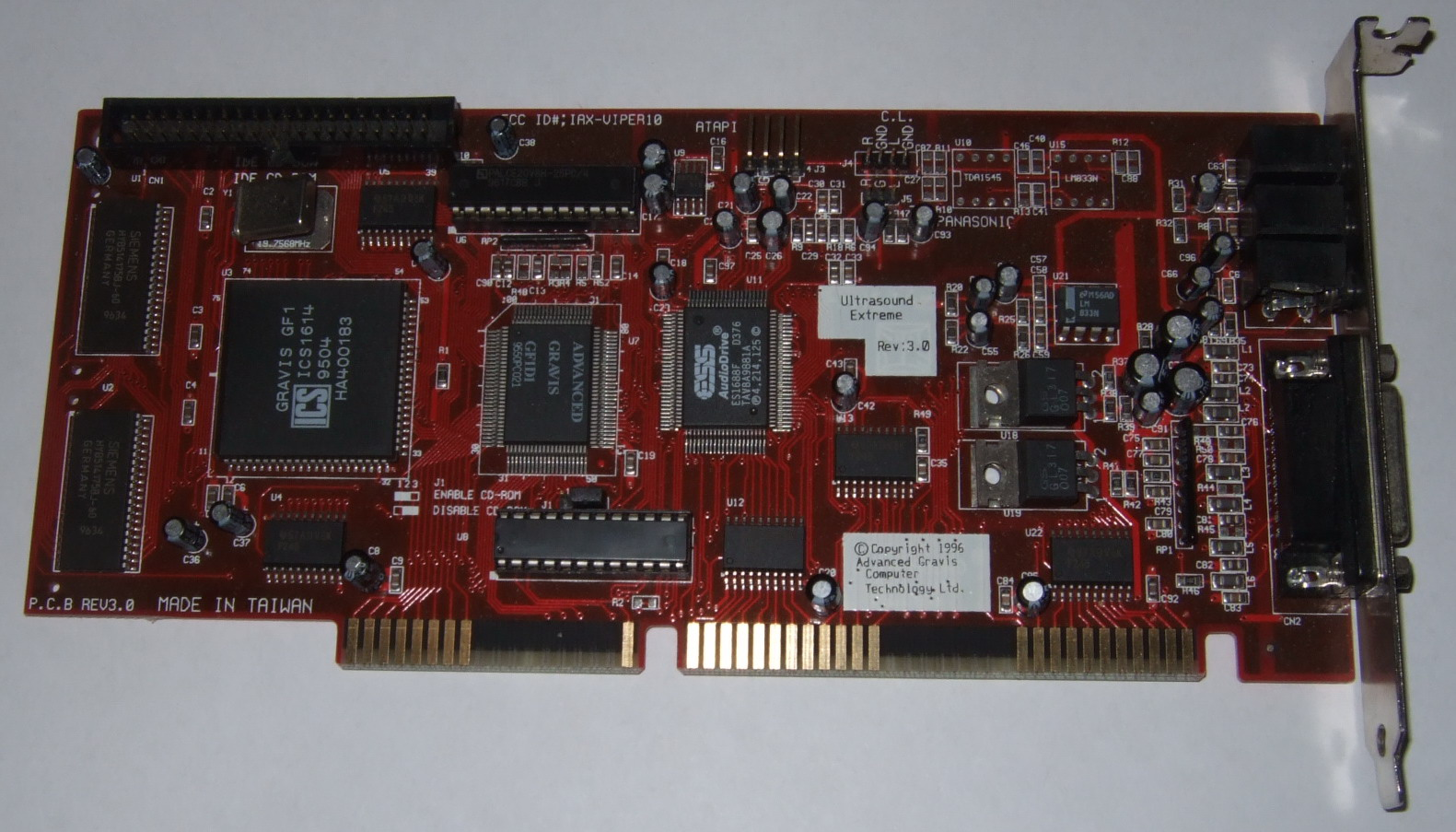
Gravis Ultrasound Extreme

Modello non più progettato dalla Gravis (che l'aveva già dismessa) bensì dalla Synergy e dalla ViperMAX. Costituito da una Ultrasound Classic con un chip ESS1688 Audiodrive della ESS, in grado di emulare Sound Blaster e AdLib. Possiede 1 MB di memoria RAM, e non è ulteriormente espandibile.

### Cloni e varianti
- Primax SoundStorm Wave (GF1)
- Synergy ViperMAX (GF1)
- Expertcolor MED3201 (Interwave LC)
- Compaq Ultra-Sound 32 (Interwave)
- STB Systems Soundrage 32 (Interwave)
- Dynasonic 3-D/Pro (Interwave)
- Philips PCA761AW

## Supporto software e driver
Il supporto software della GUS è stato ampio e di buona qualità. Erano molti i giochi per MS-DOS che la sfruttavano. Il supporto driver di OS/2 era ottimo in quanto esisteva un buon driver gratuito (Manley driver). Non si può dire la stessa cosa del supporto driver per Microsoft Windows dalla versione 95 in poi, che invece è sempre stato molto problematico. Sotto Linux le GUS sono attualmente supportate con dei buoni risultati, in quanto i drivers sono integrati nel kernel.

## Curiosità
Il chip sonoro Gravis GF1 doveva la sua alta qualità anche all'alto livello di specializzazione e conoscenza del team che lo progettò.
Questo team era lo stesso che progettò anni prima Paula, il chip sonoro del Commodore Amiga.